# Saukkosaari (ö i Lappland, Norra Lappland)
Saukkosaari är en ö i Finland. Den ligger i Pasvik älv och i kommunen Enare  i den ekonomiska regionen Norra Lappland och landskapet Lappland, i den norra delen av landet, 1 000 km norr om huvudstaden Helsingfors. Öns area är 1,4 hektar och dess största längd är 270 meter i öst-västlig riktning.